# Podocarpus steyermarkii
Podocarpus steyermarkii é uma espécie de conífera da família Podocarpaceae.
Apenas pode ser encontrada na Venezuela.